# Venniperpoldermolen
De Venniperpoldermolen was een windmolen in Hillegom. De molen van het type grondzeiler stond aan het einde van de Valcksloot bij de Ringvaart in de Vennipperpolder. Hij werd in of voor 1640 gebouwd. In 1912 werd de molen afgebroken, alleen het achtkantige onderste deel, met daarin het gemaal, bleef behouden. Sinds het einde van de jaren 60 stond de molenstomp tussen de bebouwing van de wijk Meer en Dorp. Plannen om de molen in oorspronkelijke staat te herbouwen zijn wegens geldgebrek nooit uitgevoerd. In 2012 werd de resterende onderbouw van de molen geheel afgebroken.